# Isaac Alvarez
Isaac Alvarez (Alessandria d'Egitto, 26 luglio 1930 – Aubenas, 3 novembre 2020) è stato un coreografo, mimo e attore teatrale francese.

## Biografia
Primo collaboratore di Jacques Lecoq, ha fondato la celebre scuola-teatro "Théatre du Moulinage", a Lussas, nella regione francese dell'Ardèche.
Durante gli anni di insegnamento nella scuola del maestro, l'"Ecole Internationale de l'Acteur" di Parigi, iniziò un percorso di lavoro con la "Belle Equipe" e ottenne la notorietà grazie alla parte di "Belphagor" nel celebre sceneggiato Il fantasma del Louvre.
Il mimo mascherato abbandonò però la televisione dopo quest'esperienza in cerca di nuova linfa vitale creativa. Un lungo viaggio in India e poi i continui pellegrinaggi in Thailandia, Giappone, Cina, lo porteranno a studiare ed insegnare in un continuo peregrinare tra spettacoli e stages.
Nel 1984 lasciò Parigi e fondò il "Théatre du Moulinage" creando quindi l'omonima compagnia.
Dopo ventiquattro anni di ricerca sperimentale, di stages e di spettacoli al "Festival di Avignon" , Alvarez chiuse la scuola per ripartire in viaggio.
In seguito lavorò a lungo con l'allievo Marco Chenevier, organizzando corsi e stage. Finì per passare il testimone del lavoro del primo Lecoq alla compagnia italiana "Teatro Instabile di Aosta", che oltre a mantenere vive alcune coreografie di repertorio del maestro, crea ancora oggi nuovi lavori di commistione tra danza, teatro e mimo, continuando la linea poetica di Lecoq e di Isaac Alvarez.